# Kreuzigungsbildstock (Geldersheim, 1522)

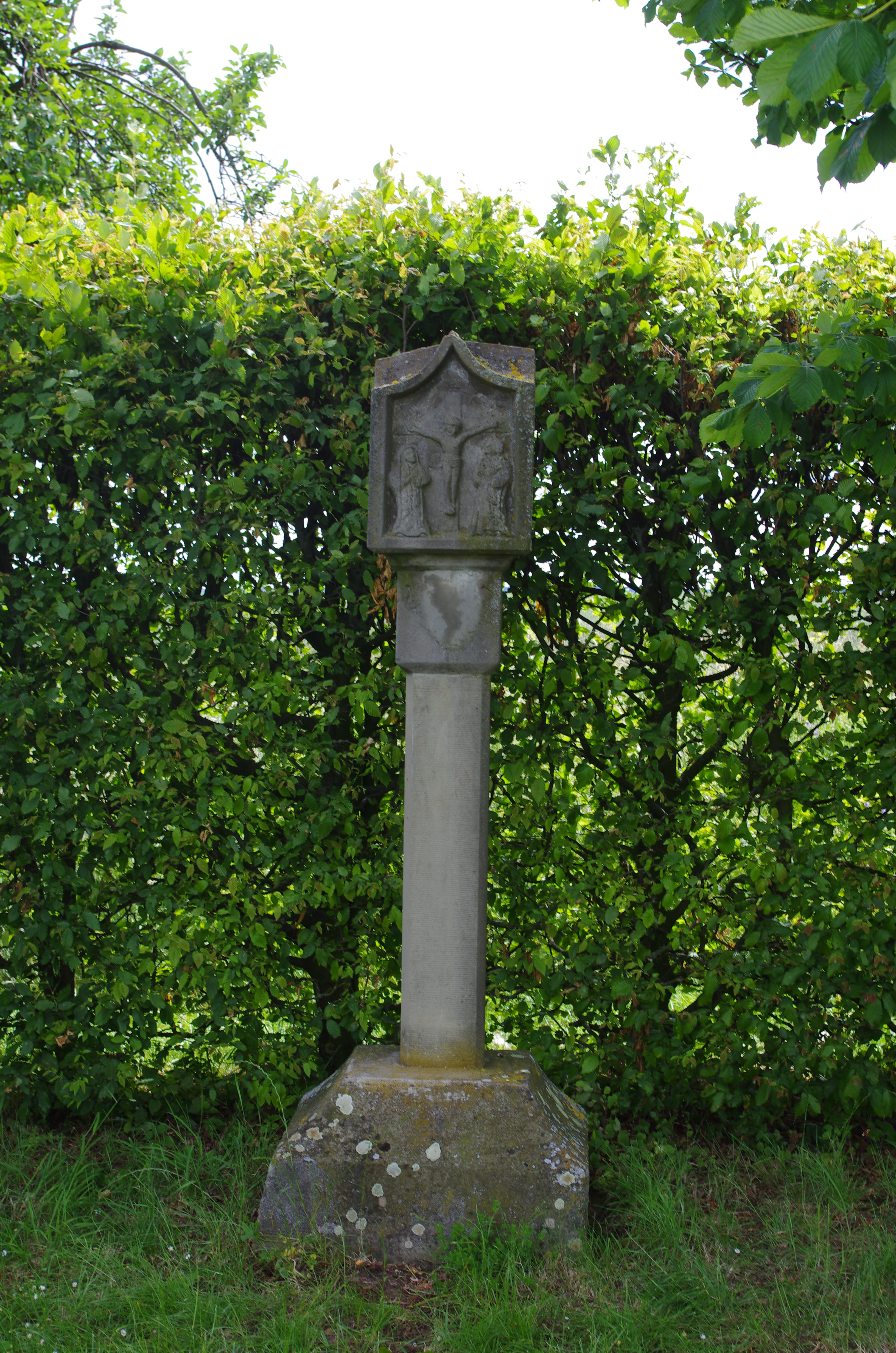
Der Bildstock in Geldersheim

Der Kreuzigungsbildstock von 1522 ist eine Marterl in Geldersheim im unterfränkischen Landkreis Schweinfurt. Er wurde im Zuge der Gegenreformation als sogenannter Monolithbildstock errichtet.

## Geschichte
Die sogenannten monolithischen Bildstöcke prägten in der Zeit der Gegenreformation die Region um Schweinfurt. Die Würzburger Fürstbischöfe förderten die Aufstellung dieser Glaubensdenkmäler überall im Bistum. Grund hierfür war unter anderem die Ausbreitung der lutherischen Lehre und die Abkehr der Freien Reichsstadt Schweinfurt vom alten Glauben. Der Bildstock ist vom Bayerischen Landesamt für Denkmalpflege als Baudenkmal eingeordnet.
Der Geldersheimer Bildstock entstand während der Regierungszeit des Bischofs Konrad II. von Thüngen im Jahr 1522. Während dieses Jahres begann man im Hochstift vermehrt mit der Errichtung dieser Martern. Der Stifter des Bildstocks ist unklar, weil sich keine Inschrift überliefert hat. Er wurde nahe einer Feldweggabelung errichtet. Während des 20. Jahrhunderts wurde der Bildstock einigen Renovierungen unterzogen, der Sockel wurde mit einer Hohlkehle abgeschrägt.

## Beschreibung
Die monolithischen Bildstöcke weisen allesamt ein ähnliches Erscheinungsbild auf. Die rechteckigen, massiven Säulen gehen in einen blockhaften Kopfteil über. Allesamt wurden aus einem einzigen Stein geschaffen. Der Sockel besitzt eine quadratische Basis, die im oberen Bereich häufig jedoch stark abgeschrägt ist. Zumeist sind die Stöcke mit Wappendarstellungen verziert. In großer Mehrzahl überwiegen die Darstellungen von Kreuzigungsszenen im Aufsatz.
Der Bildstock in Geldersheim weist eine Höhe von 1,80 m und ist damit einer der kleineren Monolithstöcke. Auf der Vorderseite des Stocks brachte man ein Relief der Kreuzigung Christi mit zwei Assistenzfiguren an. Die Rückseite ist leer, eventuell war hier ursprünglich die Stiftungs-Inschrift angebracht. Die Seitenfiguren zeigen auf der linken Seite den heiligen Petrus. Rechts ist eine Darstellung der Pietà verewigt.